# Kim Yong-hwan
Kim Yong-hwan (김영환?, Kim Yong-hwanLR; ...) è un politico nordcoreano, membro del Comitato di Censura di Pyongyang e Vice-Presidente del Partito del Lavoro di Corea.

## Biografia
Nel febbraio 1997 è stato nominato primo vicepresidente della Corte centrale della Repubblica popolare democratica di Corea. Nel maggio 2016, al VII Congresso del Partito del Lavoro di Corea, è stato eletto membro della Commissione di ispezione del partito. Successivamente, durante una riunione di partito del 29 febbraio 2020, fu eletto Vice-Presidente del Partito del Lavoro di Corea.